# Iba
Pour les articles homonymes, voir Iba.
Iba est une ville de 1re classe située dans la province de Zambales aux Philippines, dont elle est la capitale. Selon le recensement de 2010 elle est peuplée de 46 761 habitants. Iba est la ville natale de l'ancien Président des Philippines, Ramon Magsaysay.

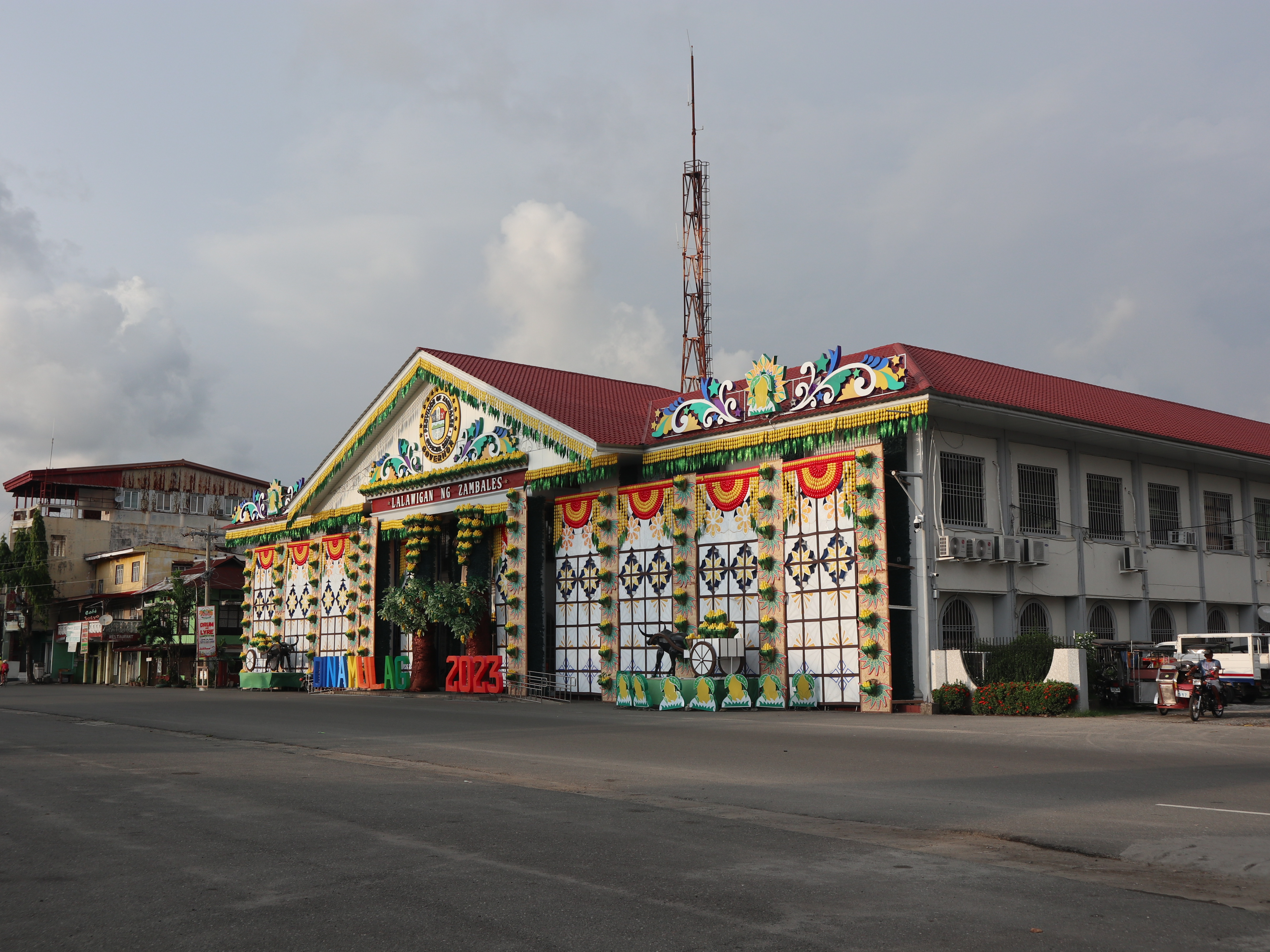
Capitole provincial de Zambales

## Barangays
Iba est divisée en 14 barangays.
- Amungan
- Bangantalinga
- Dirita-Baloguen
- Lipay-Dingin-Panibuatan
- Palanginan
- San Agustin
- Santa Barbara
- Santo Rosario
- Libaba
- Aypa
- Botlay
- Sagapan
- Bano
- Baytan

## Démographie
| Année | Habitants | Évolution |
| ----- | --------- | --------- |
| 1995  | 31 503    | -         |
| 2000  | 34 678    | 10,08 %   |
| 2007  | 44 344    | 27,87 %   |
| 2010  | 46 761    | 5,45 %    |